# ناجي البغوري
ناجي البغّوري (23 أفريل 1966) هو رئيس نقابة الصحفيين التونسيين. يتولى منصب رئيس تحرير مساعد في جريدة الصحافة اليومية التونسية. حصل على أستاذية في الفلسفة من كلية الآداب والعلوم الإنسانية في جامعة دمشق عام 1992.

## المناصب
- رئيس للنقابة الوطنية للصحفيين التونسيين لمدة دورتين
- عضو سابق في المجلس الأعلى للاتصال
- عضو المجلس العلمي بمعهد الصحافة وعلوم الإخبار- تونس
- عضو لجنة الحريات الصحفية من2002 إلى 2007
- عضو في الهيئة المديرة لجمعية الصحفيين التونسيين من 2002 إلى 2007.

## وصلات خارجية
- مباشر مع، ناجي البغوري...الانتخابات التونسية على يوتيوبالجزيرة مباشر، 24 أكتوبر 2009